# Adrien Gallo
Pour les articles homonymes, voir Gallo (homonymie).
 (février 2023).
 Adrien Gallo, né le 2 juillet 1989, est un chanteur, musicien et acteur français. Il est principalement connu pour être l'auteur-compositeur, chanteur du groupe BB Brunes.

## Biographie
Adrien Gallo , né à Rimbez-et-Baudiets le 2 juillet 1989 est le fils de Jean-Pierre Gallo, réalisateur, producteur et scénariste de la télévision française, et de Latifa Borletaoubia (criminologue). Il a deux demi-frères, Vianney (Docteur en Anesthesie - Réanimation) et Simon (avocat du droit de l'environnement), qui ne sont pas musiciens mais avec qui il partage cet amour pour la musique. Enfant, il joue du piano et c'est à dix ans qu'il découvre la guitare. Sa toute première, acoustique, lui est offerte par un ami de la famille, Luis Rego.
À onze ans, il crée le groupe Hangover, qui deviendra par la suite BB Brunes, avec Raphaël Delorme et Karim Réveillé (alias Kiki LG), ses amis d'enfance. Il étudie au Collège Georges-Braque (Paris 13e) et au lycée Claude-Monet, où il obtient un bac L, puis se consacre entièrement à la musique.
Il écrit pour Alizée Boxing Club, une chanson inspirée des années 1960 en France.
En 2013, après avoir produit la plupart des mélodies de l'album éponyme de Paul S. il écrit et compose les chansons Mi amor et La marée sur l'album Love Songs de Vanessa Paradis.
Il compose et produit le titre Girl in the Corner pour la chanteuse Hollysiz. Ce titre figure sur la réédition de son album In between lines. En novembre 2014 sort son premier album solo, Gemini, en duo avec sa compagne de l'époque, Armelle Waldmann. L'album est très bien accueilli par la critique mais ne bénéficie que d'un succès très modeste auprès du grand public.
En 2015, il co-écrit le titre Ici et maintenant avec le groupe Yelle, titre produit par le jeune producteur brésilien Perrotinho, et réalise et arrange la chanson Moi Garçon pour la chanteuse Vanille.
En 2017, Adrien Gallo compose et réalise avec un ami un nouvel album sous l'impulsion de l'artiste Cl3m intitulé Puzzle pour son groupe BB Brunes. Il compose la chanson BOY, qui figure dans le deuxième album d'Hollysiz, Rather than Talking.
En 2019, il devient père de jumeaux (Léo et Lou).
En septembre 2020, il annonce la sortie de son deuxième album solo : FOGA. En septembre 2021 sort Là où les saules ne pleurent pas, composé de douze titres dont deux en duo avec Vanessa Paradis.

## Discographie

### Albums studio
- 2014 - Gemini[3]
- 2021 - Là où les saules ne pleurent pas

### Singles
- 2014 - Monokini
- 2014 - Crocodile
- 2021 - Chut
- 2021 - Là où les saules ne pleurent pas
- 2021 - Odyssée
- 2021 - Les clochettes de mai (en duo avec Vanessa Paradis)

## Filmographie

### Télévision
- 2001 : L'Instit (série), épisode 6x04, La gifle de Roger Kahane : Raphi
- 2001 : L'Ami Fritz, téléfilm de Jean-Louis Lorenzi (téléfilm)
- 2002 : La Victoire des vaincus, téléfilm de Nicolas Picard : Migrateur enfant (téléfilm)
- 2002 : Julie Lescaut, épisode 3 saison 11, Jamais deux sans trois d'Alain Wermus : Paul Destrade
- 2002 : Patron sur mesure, téléfilm de Stéphane Clavier : Stanislas (téléfilm)
- 2003 : Les Enfants de Charlotte, téléfilm de François Luciani : Pierre (téléfilm)

### Cinéma
- 2012 : JC comme Jésus Christ de Jonathan Zaccaï : Un fan dans la rue
- 2012 : Astérix et Obélix : Au service de Sa Majesté de Laurent Tirard : Un barde